# Zegenwerp

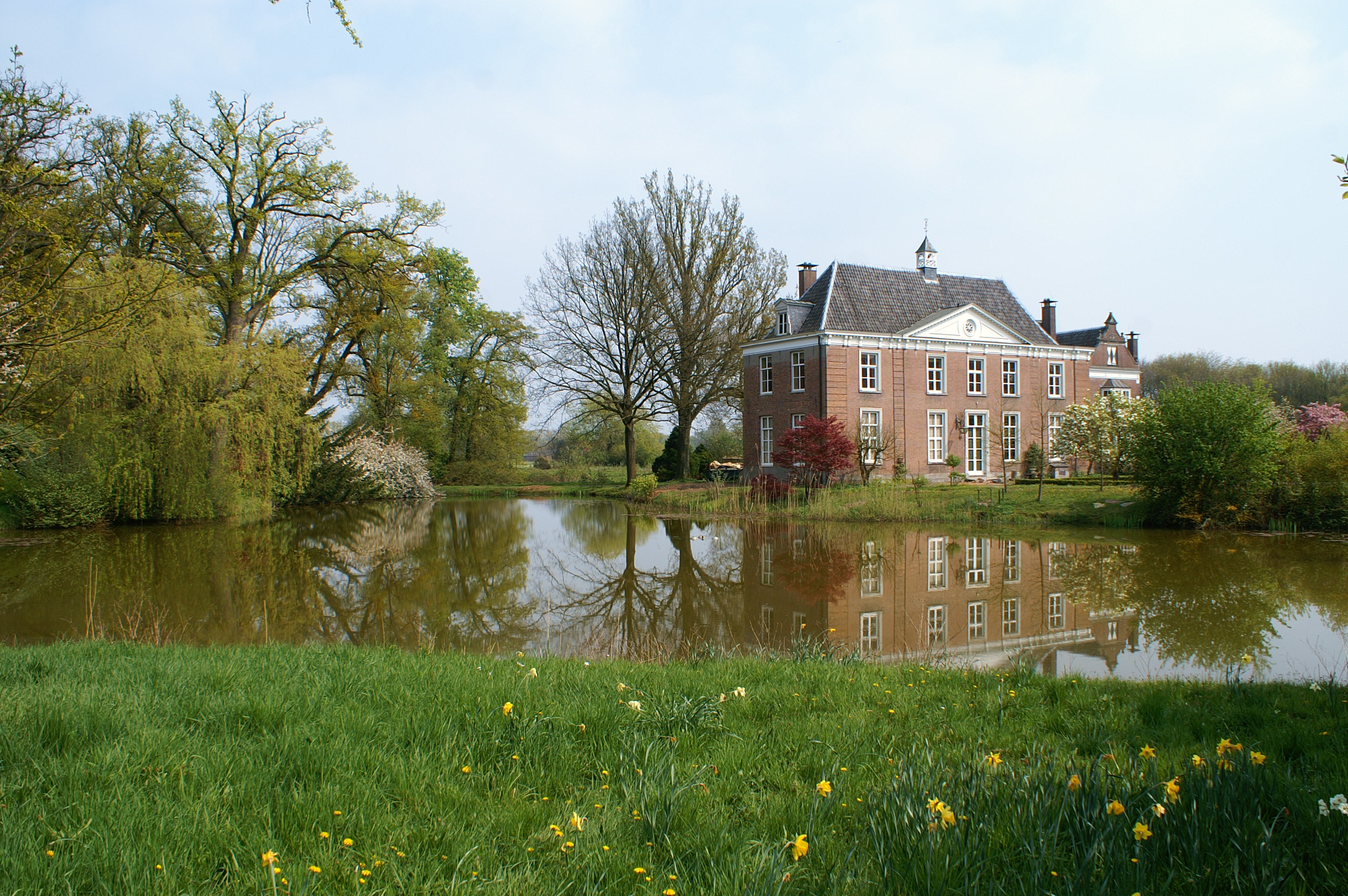
Huize Zegenwerp

Zegenwerp is een landgoed van 70 ha dat zich bevindt ten zuiden van de kom van de Nederlandse plaats Sint-Michielsgestel en dat toebehoort aan de stichting Het Brabants Landschap.
Het landgoed bevindt zich op de westoever van de Dommel. Het is een oud adellijk landgoed, dat in 1809 gekocht is door Baron Willem Arnold Alting Lamoraal van Geusau, die burgemeester was van Sint-Michielsgestel. In 1828 verkocht hij het weer.
Huize Zegenwerp is een eenvoudig landhuis uit het eind van de 18e eeuw met een fronton en ramen in Empirestijl.  
De huidige situatie is omstreeks 1850 ontstaan, toen het landgoed werd getransformeerd naar de Engelse landschapsstijl.  Daarbij werden de natuurlijke hoogteverschillen versterkt, die ontstonden omdat het gebied op een dekzandrug gelegen was. In een uitgestoven laagte werd een ronde vijver gegraven.
In de bossen groeit onder meer dalkruid, gewone salomonszegel en lelietje-van-dalen. In de meer moerassige delen vindt men koningsvaren, moerasvaren en gagel.
Het oude loofbos is broedgebied voor bosuil, zwarte specht, boomklever en goudvink.
Ten oosten van het bosgebied liggen oude akkers waar dreven en houtwallen langs liggen. Op de oeverwallen van de Dommel groeit lange ereprijs.

## Directe omgeving
In de Dommel, die in de jaren ‘50 van de 20e eeuw werd gekanaliseerd, kwam toen een stuw te liggen. In 2006 werd een vispassage geopend van 960 m lang. Deze overbrugt een hoogteverschil van 1,8 meter. De rivierprik, het bermpje en de kopvoorn kunnen nu weer stroomopwaarts zwemmen, terwijl ook de bittervoorn, die in stilstaand water leeft, hiervan profiteert. Sinds 2016 is een waterkrachtcentrale operationeel bij deze stuw.
In 1929 werd ten westen van het natuurgebied de Golfclub de Dommel opgericht. Deze bestaat nog steeds. Er zijn twee vrij toegankelijke wegen die door het golfterrein naar het eveneens vrij toegankelijke natuurgebied leiden.
Ten westen van het terrein vindt men Gemeentebos Esseweg, en ten zuiden het landgoed Zegenrode. In het oosten vindt men de Dommel.